# Mormonia scintillans
Mormonia scintillans är en fjärilsart som beskrevs av Augustus Radcliffe Grote och Robinson 1866. Mormonia scintillans ingår i släktet Mormonia och familjen nattflyn. Inga underarter finns listade i Catalogue of Life.